# Adobe After Effects
Adobe After Effects je počítačový program softwarové firmy Adobe Systems pro tvorbu speciálních filmových efektů, pohyblivé grafiky a kompozici obecně. Společně s Adobe Premiere představují hojně používanou dvojici programů pro tvorbu profesionálních filmů.

## Možnosti využití
After Effects má široké spektrum využití – od konverze videa z videokamery do jiného formátu přes tvorbu titulků až po nejsložitější speciální efekty používané ve filmových trhácích. Jedná se o takzvaný kompoziční software což znamená, že umí vytvořit kompozici, ve které kombinuje různé vrstvy, jako je video, obrázek, nebo text. V After Effects lze například, sestříhat video, přidat či zaměnit zvukovou stopu, vytvořit intro, aplikovat na videa nejrůznější efekty. Obsahuje spoustu skvělých nástrojů pro usnadnění práce. After Effects zvládne jak základní úlohy jako je přebarvení obrazu, zvýšení gammy, apod. tak i pokročilé funkce jako je práce s třetím rozměrem a speciálními efekty. Adobe After Effects lze dovybavit různými pluginy pro využití dalších efektů. V kombinaci s After Effects se také často používá Cinema 4D, která umí s After Effects bezvadně spolupracovat, After Effects umí exportovat i importovat soubory *.c4d. Spolu s 3D Studio MAX se Cinema 4D využívá pro tvorbu realistických trojrozměrných objektů, které se pak vnáší do scény.

## Novinky a funkce

### Nejnovější verze 23.1
Verze, která vyšla v prosinci 2022 přináší nové funkce a vylepšení pracovních postupů, které požadovali uživatelé a které vám umožní pracovat v aplikaci After Effects efektivněji a navrhovat i ty nejjemnější detaily, aniž byste museli omezit svou tvůrčí vizi. 
Obsahuje integraci s aplikací Cinema 4D 2023 a několik oprav stability a výkonu v aplikaci After Effects.

### AE CS6
Přinesla podporu pro více grafických karet Nvidia GeForce a vylepšení výkonu a stability. Uživatelé dostali lepší možnost využít plný výkon grafické karty a procesoru a tím zvýšit rychlost renderu videa. Verze CS6 přinesla integrovaný velice používaný plugin 3D Tracking pro dosazení např. textu přímo do scény.

### AE CC
Tato verze přinesla lepší přehlednost v GUI.

#### Nové a vylepšené funkce
- Mask Tracker
- Warp Stabilizer
- Refine Edge

## Filmy vytvořené za použití Adobe After Effects
- ALARM
- Deadpool
- Horší to už nebude
- Iron Man
- Letec
- Nevědomí
- Star Trek: Do temnoty
- Star Wars
- Svět zítřka
- Tron: Legacy 3D

## Doporučený hardware
- Adobe doporučuje procesor s alespoň 8 nebo 12 jádry, například AMD Ryzen 7 nebo 9
- Ideální množství paměti RAM je 64 GB
- U grafické karty by mělo být nejméně 8 GB VRAM